# Georges Cools de Juglart
 (août 2024).
Georges Cools de Juglart, né à Lierre le 14 février 1889 et mort à Uccle le 14 novembre 1953, est un homme politique belge.

## Biographie
Georges Marie Ghislain Cools épouse, le  25 août 1919 à Ciboure, Paule de Juglart, fille de Raoul de Juglart, avocat et journaliste, et de Marie Josèphe Haraneder.

## Fonctions et mandats
- Conseiller provincial de Brabant : 1921-1936
- Membre du Sénat belge : 1936-1946

## Publications
- Recherches généalogiques et héraldiques. Basternay, de Maillé, de Monchenu, de Brosse, de Châtillon, de Deols, Chauvigny, Montfort, Montauban, de Rieux, de Rohan, de Clisson, ...,
- Recherches généalogiques et héraldiques. Maison de Bastarnay.

## Sources
- Paul VAN MOLLE, Het Belgisch parlement, 1894-1972, Antwerpen, 1972.